# بيتر مونتجومري (لاعب كرة الماء)
بيتر مونتجومري (بالإنجليزية: Peter Montgomery)‏ هو لاعب كرة الماء أسترالي، ولد في 6 يوليو 1950.

## وصلات خارجية
- بيتر مونتجومري على موقع الاتحاد الدولي للسباحة (الإنجليزية)
- بيتر مونتجومري على موقع قاعة مشاهير السباحة العالمية (الإنجليزية)
- بيتر مونتجومري على موقع اللجنة الأولمبية الدولية (الإنجليزية)
- بيتر مونتجومري على موقع أوليمبيديا (الإنجليزية)
- بيتر مونتجومري على موقع اللجنة الأولمبية الأسترالية (الإنجليزية)
- بيتر مونتجومري على موقع قاعة أستراليا للمشاهير الرياضية (الإنجليزية)